# Lobelka nadmutá

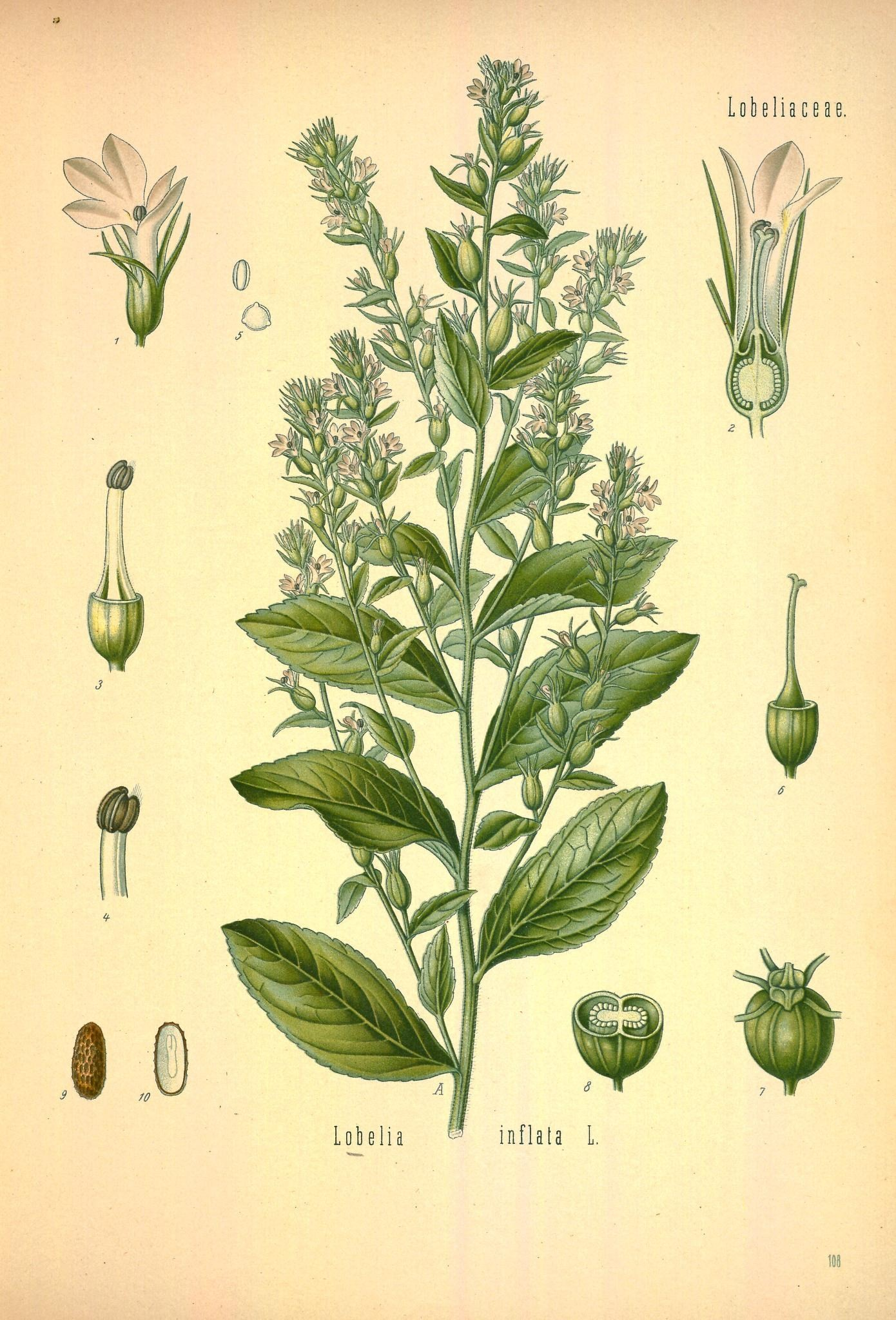
Zobrazení byliny

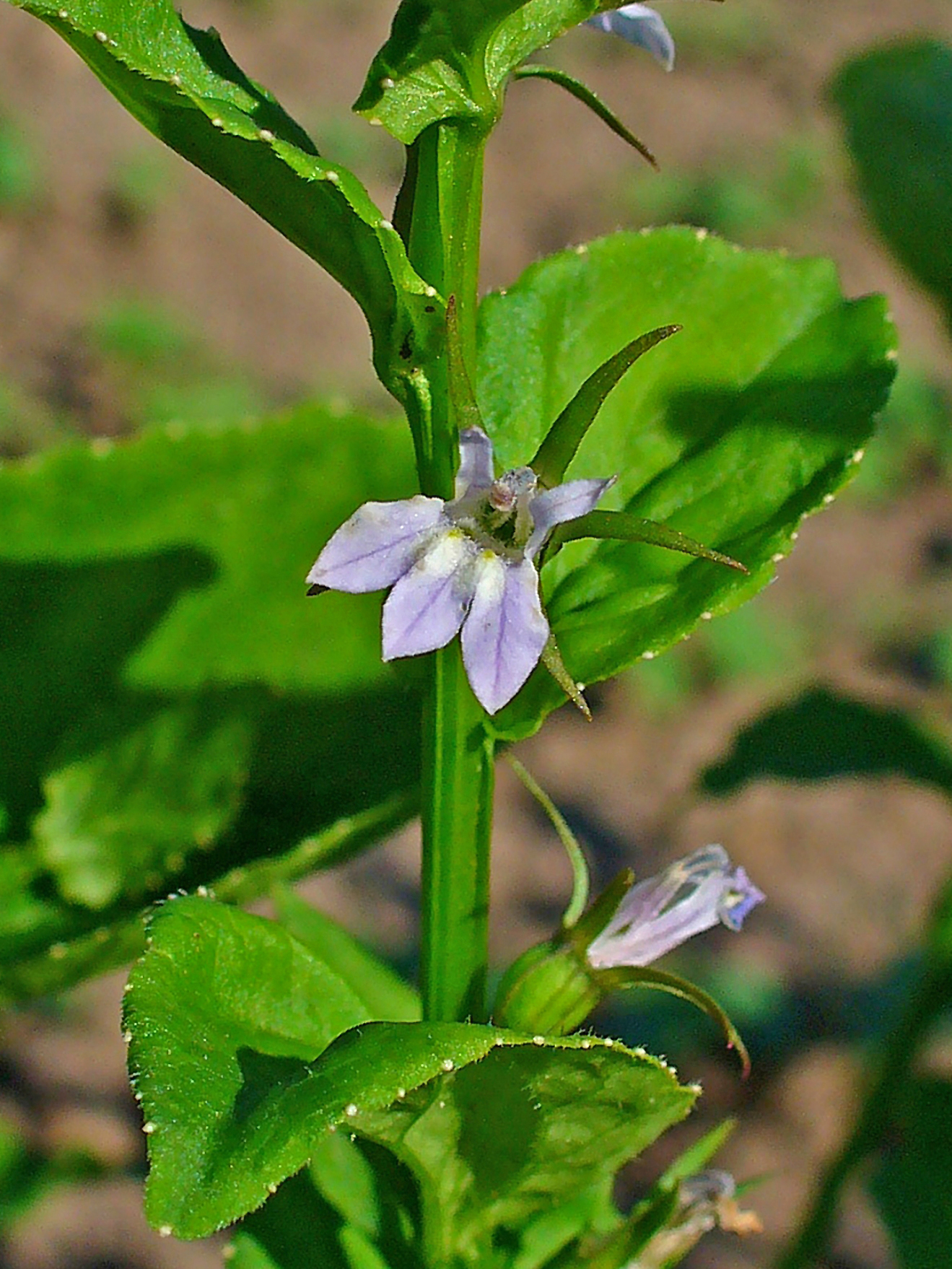
Část květenství

Lobelka nadmutá (Lobelia inflata) je jednoletá až dvouletá rostlina kvetoucí četnými bílými až růžovými květy, která je v době kvetení vysoká až k jednomu metru. Je původním druhem na východě Severní Ameriky, ve Spojených státech amerických a Kanadě. Celá bylina je zdrojem alkaloidu lobelinu, pro jehož léčebné účinky je využívána od předkolumbovské éry po současnost.

## Rozšíření
Tento druh, jeden z asi 400 druhů rodu lobelka, se vyskytuje hlavně ve východních oblastech Spojených států, kde je rozšířen od hranic s Kanadou na severu po Arkansas, Mississippi, Alabamu a Georgii na jihu a od atlantického pobřeží po Wisconsin, Illinois a Missouri na západě. V Kanadě volně vyrůstá na jihu podél hranic se Spojenými státy, tam jeho areál začíná na východě v Novém Skotsku a rozpíná se přes Québec až do Ontaria ve středu Kanady.

## Ekologie
Na rozdíl od většiny lobelek není tato vyloženě vlhkomilná, roste v lesních lemech, na loukách, po okrajích polí, podél lesních cest, chodníků i vodních nádrží a toků. Občas se vyskytuje jako plevelná rostlina v zahradách i na obdělávaných polích. Nové rostlině vyhovuje lidmi narušovaná půda na světlém stanovišti, která usnadňuje vyklíčení semene. Vysetá brzy z jara dlouze kvete, jednotlivé květy se postupně otevírají od července až do zámrazu, plody se objevují krátce po odkvětu.

## Popis
Lobelka nadmutá je většinou rostlinou jednoletou, s řídce chlupatou, zelenou a někdy nafialovělou, hranatou, rozvětveno lodyhou s několika vzestupnými větvemi, jenž za květů může být i metr vysoká. Bazální listy lodyhy jsou krátce řapíkaté, podlouhlé a v době kvetení ji zaschlé. Lodyha i její větve jsou střídavě porostlé početnými jednoduchými, celistvými, přisedlými listy bez palistů, jež bývají dlouhé 5 až 8 cm a široké 1,5 až 3,5 cm. Podlouhlá či vejčitá listová čepel s klínovitou základnu bývá nejširší uprostřed, na vrcholu je zaoblená, po obvodě zubatá a má zpeřenou žilnatinu. Bledě zelené až nažloutlé listy mají ostrou chuť a po rozemnutí vydávají mírně dráždivý zápach. Rostlina vyrůstá ze štíhlých kořenů.
V horní části lodyhy i větví vyrůstají četné bělavé, namodralé či narůžovělé, nevonné květy velké asi 8 mm. Rostou ve spirále kolem vřetene rostoucího z úžlabí listů a vytvářejí terminální, hroznovité květenství. Květy jsou oboupohlavné, pyskaté, krátce stopkaté, mají drobné, listům podobné listeny a rozkvétají postupně od spodu květenství. Květ má pětičetný, vytrvalý, zvonkovitý kalich s trojúhelníkovitými lístky dlouhými téměř jako korunní trubka, kalich se po opylení stává výrazně nafouklým. Dvoupyská koruna, asi 10 mm dlouhá, má horní pysk vytvořený dvěma laloky a spodní pysk třemi. Korunní trubka je až k bázi rozštěpená. Z češule roste pět tyčinek s prašníky, spodní semeník je vytvořen ze dvou plodolistů, má dvě komůrky a v každé má mnoho vajíček. Tenká čnělka je ukončená dvoudílnou bliznou. Květy opyluje létající hmyz. Plod je hnědá, dvěma chlopněmi pukající tobolka průměrně 6 mm dlouhá, jenž obsahuje drobná semena.
Rostlina se může rozmnožovat semeny i bylinnými řízky. Semena vyklíčí na světle za dva týdny a mladé semenáče se po šesti týdnech rozsadí do vlhké půdy s dostatkem rašeliny na slunné místě. Vegetativně se množí stonkovými řízky, které ve vlhkém prostředí vytvoří kořínky během dvou či třech týdnů. První květy se doporučuje, pro podporu růstu, odstranit.

## Význam
Dlouhodobě se rostlina, obsahující asi padesát alkaloidních sloučenin a hlavně lobelin, používá v lidovém léčitelství jako léčebný prostředek při respiračních onemocněních. Suchá rostlina se zapaluje, případně se kouří v dýmkách a vznikající kouř se vdechuje, postupuje se tak při astma, bronchitidě, zápalu plic i trvalém kašli. Kouř pomáhá odstraňovat hlen z dýchacích cest, z krku, plic i průdušek. Velké dávky ale způsobují četné nežádoucí účinky, od sucha v ústech přes nevolnost a křeče až po kóma.
Samotný lobelin obsažený v rostlině, nejvíce je ho v semenech, má na lidi obdobné účinky jako nikotin, nejprve vegetativní svalstvo dráždí a později ochromuje, také ovlivňuje hladinu dopaminu v mozku. Proto může mít určitý vliv při léčbě závislostí, v těle se ale rychle rozkládá. Lobelin byl v minulosti používán v přípravcích k odvykání kouření, po jeho požití se ztrácela chuti na cigaretu, ale od přelomu tisíciletí bylo jeho užívání zakázáno, údajně je zdraví ohrožující a neúčinné. V současnosti se sušené rostliny nebo extrakty z byliny používají, ve formě čajů nebo kapek, při bronchitidě, hlubokém kašli a různých dýchacích obtížích. Bývají také součásti jiných léčiv používaných k uvolnění svalů, při nevolnosti, častém zvracení a ve formě mastí při kožních onemocnění. Dým z rostliny sloužíval také jako insekticid zahánějící komáry a jiný obtížný hmyz.
Lobelka nadmutá je považována za potencionálně toxickou bylinu, jejíž nerozvážné užívání může způsobit vedlejší účinky jako je silné pocení, nevolnost, zvracení, průjem, třes celého těla, zrychlení tepu srdce, zmatenost až kóma končící smrtí.